# 五体投地

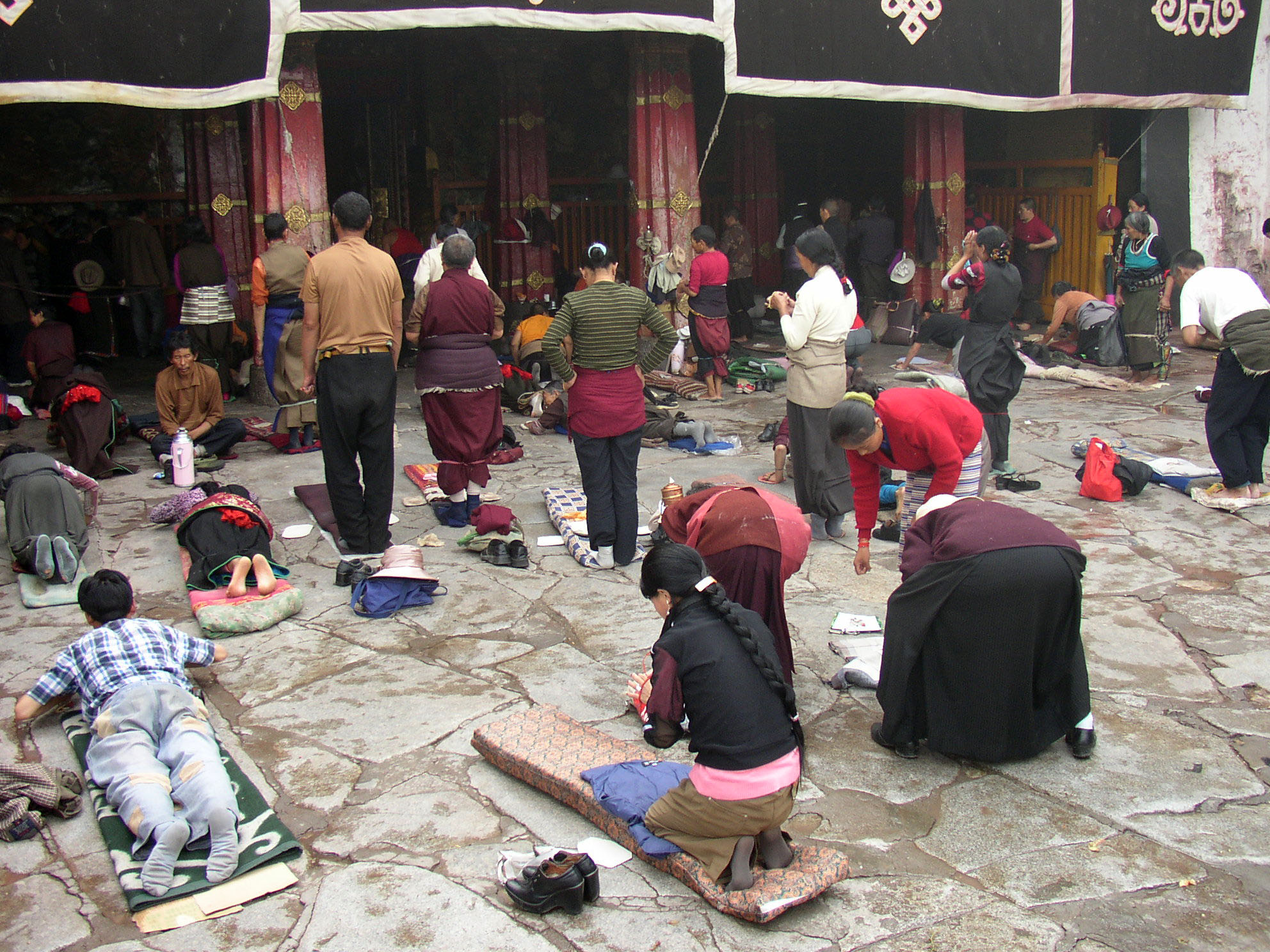
トゥルナン寺で五体投地する人々

五体投地（ごたいとうち）とは、五体すなわち両手・両膝・額を地面に投げ伏して、仏や高僧などを礼拝することである。仏教において最も丁寧な礼拝方法の一つとされ、対象への絶対的な帰依を表す。
挙体投地、五輪投地ともいう。
日本では、主に下記の宗旨で行われる礼拝方法。

## 概要
古代インドでは、尊者の足下にひざまずき、頭の先を地に付け、両手で相手の足先を手に取り額に接触させることが最高の敬礼方法とされていた。仏教においても仏の両足に頭を付けるが、これを仏足頂礼（ぶっそくちょうらい）といい、両手両足すべてを地に付けて礼拝する。稽首（けしゅ、けいしゅ）、頭面作礼、接足作礼などと呼ばれ、仏教では帰命と同義に用いる。
インドやチベットにおける仏教徒は、このように五体投地を行い、礼拝しながら少しずつ前に進んでいき、聖地へ巡礼するスタイルが一般的である。勤行や修行に入る僧侶や檀信徒が、本尊の前でこの五体投地で礼拝する。
なお、この回数は所作によって異なるが、最も一般に知られるのは、3回や12回、煩悩の数と同じといわれる108回の礼拝を行うことである。

## 日本の宗旨における基本的な方法
1. 礼拝する対象を向き起立したまま蓮華合掌をする
2. 合掌したまま一礼する
3. 合掌を続けたまま両膝をつく
4. 合掌を崩しながら手の指同士をつけたまま手のひらを上へ向け両手を体と垂直方向に前へ出す
5. 額を地へ付ける
6. 両手を耳の横の高さ程度まで上げた後に元に戻す
7. 起立して合掌を行い直る

### 宗旨別の方法
- 高野山真言宗
  - 3. および 4. において、右膝・右ひじから、先に出す。4. の手の平を突き出す際、両手の親指と人差し指の先をつなげ、輪を作る。阿字観瞑想を行う前は、大日如来への帰依を示すために三礼する。

## 五体投地を行う宗旨
- 天台宗
- 高野山真言宗
- 信貴山真言宗
- 黄檗宗
- 浄土宗

## 五体投地が見られる場所
- 東大寺の修二会では、悔過の行法として板に体を打ち付ける五体投地を拝観できる[3]。

チベット仏教における聖地では、五体投地を行う者が多い。また、聖地へ向う巡礼自体を五体投地で進む者もおり、長い時間がかかる過酷な巡礼である。
- ボダナート(ネパール)
- トゥルナン寺（中華人民共和国チベット自治区）
- カイラス山（中華人民共和国チベット自治区）